# SpiceJet
A SpiceJet é uma companhia aérea da Índia. Transporta anualmente mais de 13 milhões de passageiros e isto tende a aumentar.

## Frota

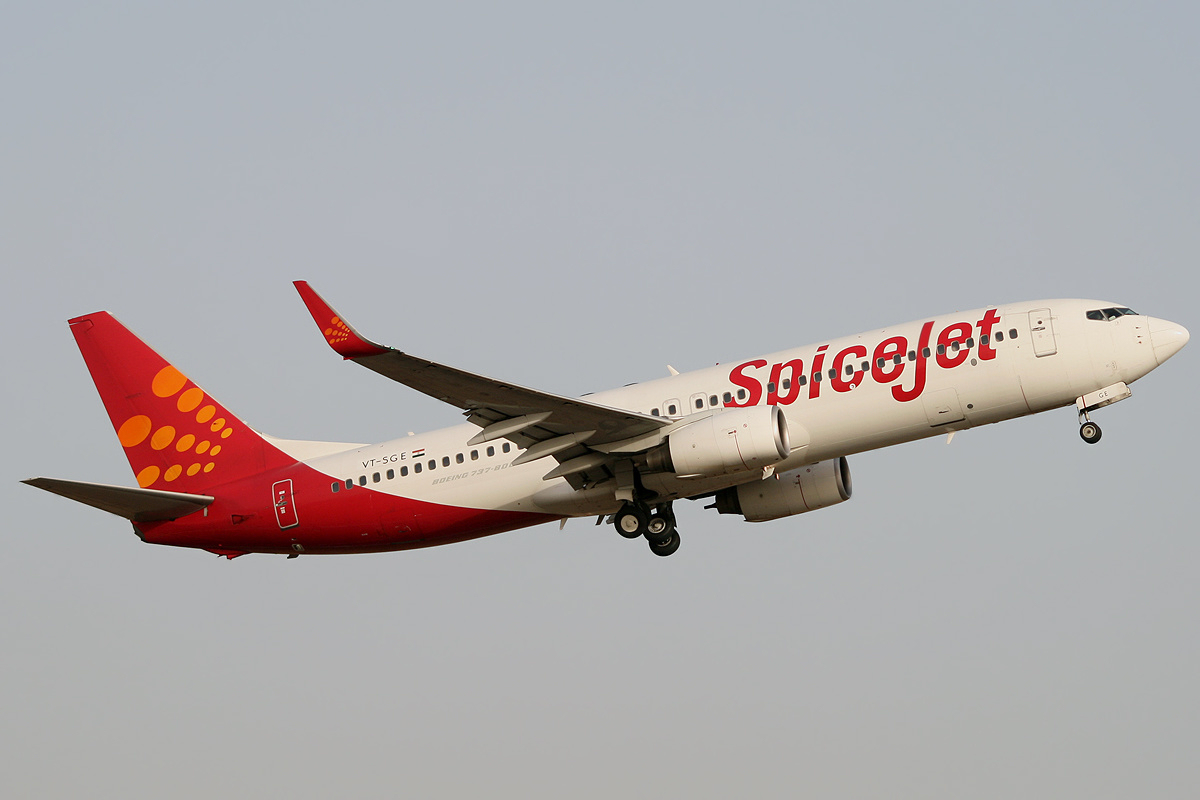
Boeing 737-800 da SpiceJet.

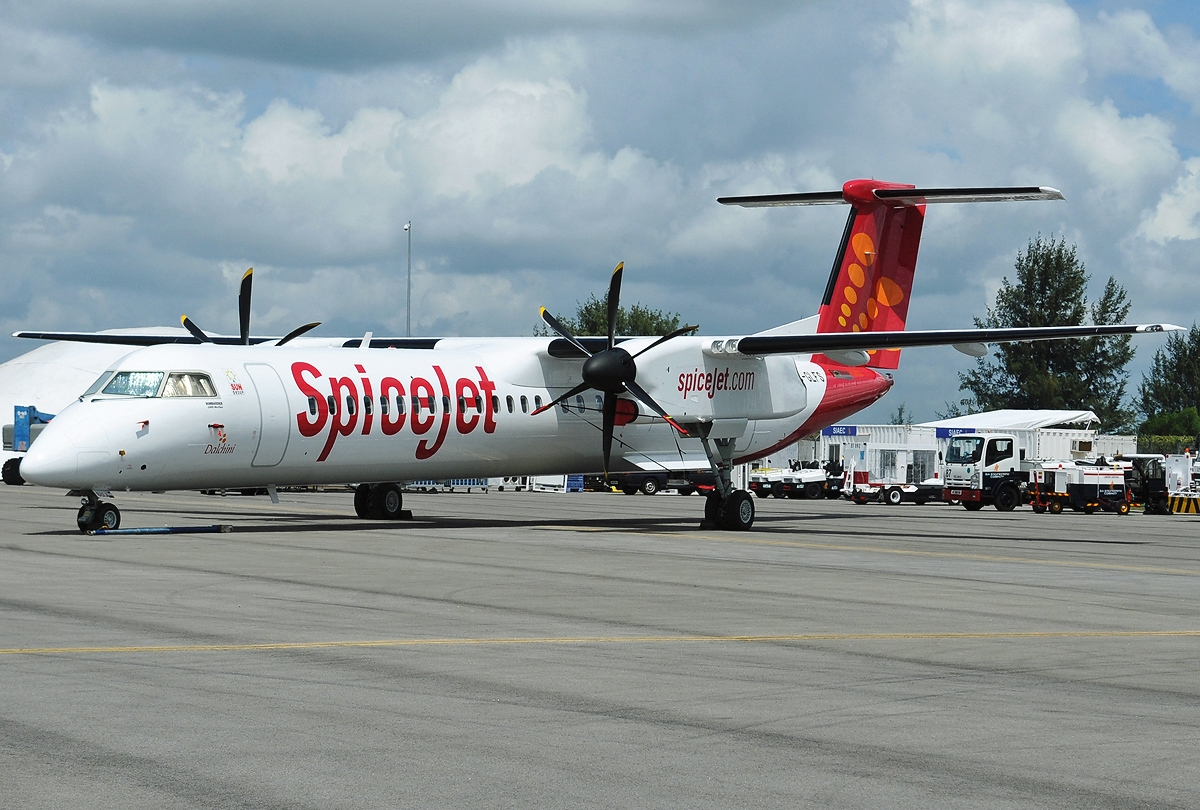
Bombardier Q400 da SpiceJet.

A SpiceJet opera uma frota de Boeing e Bombardier Q-400s que permitem uma maior eficiência na manutenção e para suportar sua estrutura de baixo custo.
Até Setembro de 2017, possuía uma frota de 54 aeronaves.
| Aeronave               | Em serviço | Ordens | Passageiros | Notas                                                                        |
| ---------------------- | ---------- | ------ | ----------- | ---------------------------------------------------------------------------- |
| Boeing 737-700         | 2          | —      | 149         |                                                                              |
| Boeing 737-800         | 28         | —      | 189         |                                                                              |
| Boeing 737 - 900ER     | 4          | —      | 212         |                                                                              |
| Boeing 737 MAX 8       | —          | 155    | TBA         | Entregas em Agosto 2018                                                      |
| Bombardier Dash 8 Q400 | 20         | —      | 78          |                                                                              |
| Bombardier Dash 8 Q400 | —          | 25     | 90          | Para ser cliente de lançamento de modelo de 90 passageiros de alta densidade |
| Total                  | 54         | 180    |             |                                                                              |